# Joy Vader
Joy Vader (IJmuiden, 31 oktober 2005) is een voetbalspeelster uit Nederland. Ze speelt als middenvelder voor Telstar in de Vrouwen Eredivisie.

## Carrière
Vader speelde in haar jeugdjaren voor VV SVIJ. Ook kwam ze een aantal jaren uit in de jeugdopleiding van het toenmalige VV Alkmaar. In 2020 maakte ze op veertienjarige leeftijd de overstap naar de jeugdopleiding van Telstar.
Op 18 september 2023 maakte Vader haar debuut voor Telstar in de Vrouwen Eredivisie in een uitwedstrijd tegen ADO Den Haag door in de 79ste minuut in te vallen voor Sascha van Zelst. Vader mocht vervolgens dat seizoen enkel nog invallen in een uitwedstrijd tegen Feyenoord.
Na een lange afwezigheid maakte Vader op 11 februari 2024 haar rentree in de wedstrijdselectie van Telstar in een uitwedstrijd tegen Excelsior. Op 3 mei 2024 maakte Telstar bekend dat Vader vanaf het seizoen 2024/25 door zal schuiven naar de eerste selectie van de Witte Leeuwinnen.

## Statistieken
| Seizoen | Club    | Competitie         | Competitie | Competitie | Beker | Beker | Overig | Overig | Totaal | Totaal |
| Seizoen | Club    | Competitie         | Wed.       | Dlp.       | Wed.  | Dlp.  | Wed.   | Dlp.   | Wed.   | Dlp.   |
| ------- | ------- | ------------------ | ---------- | ---------- | ----- | ----- | ------ | ------ | ------ | ------ |
| 2022/23 | Telstar | Vrouwen Eredivisie | 2          | 0          | 0     | 0     | 0      | 0      | 2      | 0      |
| 2023/24 | Telstar | Vrouwen Eredivisie | 0          | 0          | 0     | 0     | 0      | 0      | 0      | 0      |
| 2024/25 | Telstar | Vrouwen Eredivisie | 5          | 0          | 0     | 0     | 0      | 0      | 5      | 0      |
| Totaal  | Totaal  | Totaal             | 7          | 0          | 0     | 0     | 0      | 0      | 7      | 0      |

Bijgewerkt t/m 19 januari 2025.